# Андаманско море
Андаманско море је део Индијског океана југоисточно од Бенгалског залива, јужно од Мјанмара, западно од Тајланда, источно од Андаманских острва и Никобарских острва, и северно од Суматре и Малајског пролаза. Дуго је 1.200 km у правцу север-југ, широко 650 km и има површину од 797.700 km². Има просечну дубину од 870 метра, а максимална дубина му је 3.777 метара.
Просечна температура површинског слоја воде у фебруару 26-28°, а у августу преко 28°. Сланост се колеба од 20‰ на северу, до 34‰ на југозападу. Амплитуда морских мена 4,7—6 метара. Главна лука је Рангун.

## Географија

### Локација
Андаманско море, које се простире на 92°И до 100°И и 4 °C до 20 °C, заузима веома значајан положај у Индијском океану, али је дуго остало неистражено. Јужно од Мјанмара, западно од Тајланда и северно од Индонезије, ово море је одвојено од Бенгалског залива Андаманским и Никобарским острвима и повезаним ланцем морских планина дуж границе Индо-Бурманске плоче. [Strait of Malacca[|Малачки мореуз]] (између Малајског полуострва и Суматре) чини јужни излаз из басена, који је широк 3  и дубок 37 m.

### Опсег
Међународна хидрографска организација дефинише границе „Андаманског или Бурмског мора“ на следећи начин:‍:p.21
На југозападу. Линија која иде од „Оедјонг Раја“ [„Ујунг Раја“ или „Појнт Раја“] (5° 32′ N 95° 12′ E / 5.533° С; 95.200° И) на Суматри до Поелое Брас (Бреуех) и даље кроз западна острва Никобарске групе до Санди Појнтa на Малом Андаманском острву, на такав начин да све уске воде припадају Бурмском мору.
На северозападу. Источна граница Бенгалског залива [линија која иде од ртa Неграјс (16°03' С) у Бурми [Мјанмар] кроз већа острва Андаманске групе, на такав начин да све уске воде између острва леже до источно од линије и искључени су из Бенгалског залива, све до тачке на Малом Андаманском острву на географској ширини 10°48'С, географској дужини 92°24'И].
На југоистоку. Линија која спаја Лем Воалан (7°47'С) у Сијаму [Тајланд] и Педропунт (5°40'С) на Суматри.
Оедјонг значи „рт“, а Лем значи „тачка на холандском језику на мапама Холандске Источне Индије (Индонезија). Лем Воалан [Рт Fромтеп] је јужни крај Гох Пукета (острво Пукет).

### Ексклузивна економска зона
Ексклузивне економске зоне на Андаманском мору:
| Број   | Земља                                   | Површина (km2) |
| ------ | --------------------------------------- | ------------ |
| 1      | Индија - Андаманска и Никобарска острва | 659,590      |
| 2      | Мјанмар - копно                         | 511,389      |
| 3      | Тајланд - Андаманско море               | 118,714      |
| 4      | Индонезија - Североисточни Аћех         | 76,500       |
| Укупно | Андаманско море                         | -            |

## Геологија
Северна и источна страна басена су плитке, пошто се епиконтинентални појас код обала Мјанмара и Тајланда простире на преко 200  (обележено са 300 m изобатом). Око 45 одсто површине слива је плиће (мање од 500 m дубине), што је директна последица присуства ширег прага. Континентална падина која прати источни појас је прилично стрма између 9 °C и 14 °C. Овде, перспективни поглед на топографију подморја пресечен дуж 95°Е открива нагли пораст дубине мора за око 3.000 m на краткој хоризонталној удаљености од једног степена. Изобате које одговарају 900 m и 2000 m су такође приказане на слици да би се нагласила стрмина падине. Осим тога, може се приметити да дубоки океан такође није без морских планина; дакле само око 15 процената укупне површине је дубље од 2.500 m.
Северни и источни делови су плићи од 180 meters (590 feet) због муља који наноси река Иравади. Ова велика река се улива у море са севера кроз Мјанмар. Западне и централне области су дубоке 900–3.000 m. Мање од 5% мора је дубље од 3.000 meters (9.800 feet), ау систему подморских долина источно од Андаманско-Никобарског гребена, дубина прелази 4.000 meters (13.000 feet). Морско дно је прекривено шљунком, шљунком и песком.

### Тектоника дна океана
Протеже се грубом линијом север-југ на морском дну Андаманског мора граница између две тектонске плоче, Бурманске и Сундске. Верује се да су ове плоче (или микроплоче) раније биле део веће Евроазијске плоче, али су настале када се активност трансформације раседа интензивирала након што је Индијска плоча започела свој суштински судар са Евроазијским континентом. Као резултат, створен је центар слива задњег лука, који је почео да формира рубни басен који ће постати Андаманско море, чије су садашње фазе започеле пре отприлике 3-4 милиона година (Ма).
Граница између две велике тектонске плоче резултира високом сеизмичком активношћу у региону (види Списак земљотреса у Индонезији). Забележени су бројни земљотреси, а најмање шест, 1797, 1833, 1861, 2004, 2005. и 2007. године, имало је магнитуду 8,4 или више. Дана 26. децембра 2004. велики део границе између Бурманске плоче и Индо-аустралијске плоче је склизнуо, што је изазвало земљотрес у Индијском океану 2004. године. Овај мегапотресни земљотрес је имао магнитуду од 9,3. Између 1.300 и 1.600 km (810 и 990 миља) граница је претрпела расед и помакнула се за око 20 m (66 ft), при чему је морско дно подигнуто неколико метара. Ово подизање морског дна изазвало је огроман цунами са процењеном висином од 28 meters (92 feet) који је усмртио око 280.000 људи дуж обале Индијског океана. Након почетног земљотреса уследила је серија накнадних потреса дуж лука Андаманских и Никобарских острва. Читав догађај тешко је оштетио риболовну инфраструктуру.‍:40–42

### Вулканска активност
Унутар мора, источно од главне групе острва Великог Андамана, налази се Јалово острво, једини тренутно активни вулкан повезан са Индијским потконтинентом. Ово острво-вулкан је пречника 3 km (2 mi) и уздиже се 354 m (1.161 ft) изнад нивоа мора. Његова недавна активност настављена је 1991. након мирног периода од скоро 200 година. То је узроковано континуираном субдукцијом индијске плоче испод Андаманског острвског лука, што приморава магму да се подигне на овој локацији Бурманске плоче. Последња ерупција почела је 13. маја 2008. и још увек траје. Овим процесом је формирано и вулканско острво Наркондам, које се налази северније. Не постоје записи о његовој активности.

### Морски седименти
Заједно, модерне реке Ајејарвади (Иравади) и Танлвин (Салвин) испоручују >600 Mt/yr наноса у море. Једна недавна студија је показала: 1) Мало се модерног седимента акумулира на прагу одмах поред ушћа реке Ајејарвади. Насупрот томе, велики муљни клин са дисталним центром депоновања, дебљине до 60 m, депонован је према мору у заливу Мартабан, који се протеже до ~130 m дубине воде у Мартабанску депресију. Даље, 2) Нема доказа који показују да се савремени седимент акумулирао или транспортовао у кањон Мартабан; 3) Око уског западног мјанмарског прага у источном Бенгалском заливу налази се застор од блата/ћебе. Дебљина наноса муља је до 20 m близу обале и постепено се смањује до падине на -300 м дубине воде, и вероватно излази у дубоки Андамански ров; 4) Процењена укупна количина холоценских седимената депонованих на мору је ~1290 × 109 тона. Ако претпоставимо да се ово углавном акумулирало од средњег холоцена (~6000 година БП) као и друге велике делте, историјски средњи ток таложења на полици би био 215 Мт/год, што је еквивалентно ~35% модерних седимената река Ајејарвади и Танлвин; 5) За разлику од других великих речних система у Азији, као што су Јангце и Меконг, ова студија указује на двосмерни образац транспорта и таложења који контролишу локалне струје на које утичу плима и сезонски променљиви монсунски ветрови и таласи.

## Клима
Климу Андаманског мора одређују монсуни југоисточне Азије, пошто се преовлађујући ветрови мењају са почетком било које сезоне. Регион доживљава североисток са просечном брзином ветра од 5 m/s (18 km/h) у месецима новембар-фебруар. Током ових месеци западни део домена доживљава максималан интензитет ветра. Он слаби до марта–априла и прелази на јак југозападњак од маја до септембра, са средњом брзином ветра од 8 m/s (29 km/h) у јуну, јулу и августу, распоређеним скоро једнолико по целом басену. Брзина ветра опада до октобра и враћа се на североисточни од новембра.
Температура ваздуха је стабилна током године на 26 ° °C у фебруару и 27 °C у августу. Падавине су и до 3.000 mm/годишње и углавном се јављају лети. Морске струје су зими југоисточне и источне, а лети југозападне и западне. Просечна температура површинске воде је 26–28 °C у фебруару и 29 °C у мају. Температура воде је константна на 4,8 °C на дубинама од 1.600 м и ниже. Салинитет је 31,5–32,5‰ (промила) лети и 30,0–33,0‰ зими у јужном делу. У северном делу се смањује на 20–25‰ услед прилива слатке воде из реке Иравади. Плима и осека су полудневне са амплитудом до 7,2 m (24 ft).
Утицај напрезања ветра на површину океана може се објаснити кривудањем ветра. Нето дивергенција воде у мешовитом слоју океана доводи до Екмановог пумпања. Контраст између две сезоне изазива веома јаку негативну брзину пумпања од више од 5 m (16 ft) дневно дуж северне обале Индонезије од маја до септембра (приказано овде у јуну). Ово може значити спуштање обале током лета. Такође је примећено да регион развија слабу, али позитивну брзину пумпања мању од 3 m (9,8 ft) дневно на ушћу ГЦ зими (овде, децембар).